# Bahnhof Lommatzsch
Der Bahnhof Lommatzsch war eine Betriebsstelle der Bahnstrecke Riesa–Nossen und der früheren Schmalspurbahn Wilsdruff–Gärtitz auf dem Gemeindegebiet der Stadt Lommatzsch in Sachsen. Als Spurwechselbahnhof besaß er früher umfangreichen Personen- und Güterverkehr, besonders zur Rübenkampagne waren die Gleisanlagen auf beiden Spurweiten stark ausgelastet. Am 28. Oktober 1972 endete der Schmalspurbetrieb, seit 1998 verkehrt auf der Bahnstrecke Riesa–Nossen kein Zug mehr.

## Geschichte
Der Bahnhof Lommatzsch entstand am 5. April 1877 mit Eröffnung der Bahnstrecke Riesa–Nossen. Damals bestand der Bahnhof aus dem Empfangsgebäude, einem Wirtschafts- und Verwaltungsraum, einem Güterschuppen, einem Brunnen, dem Freiabort und einem kleinen, einständigen Lokschuppen an der späteren Bahnhofsausfahrt Richtung Nossen. Als Bahnhofsgleise besaß er zwei Bahnsteiggleise und daran anschließend eine viergleisige Gleisgruppe für die Abwicklung des Güterverkehrs. Die Bahnhofseinfahrt aus Riesa prägte eine Brücke über die Gleisanlagen, die heute noch zu sehen ist. Vor dem Lokschuppen wurde eine gebrauchte Drehscheibe aus Riesa eingebaut. Zudem gab es eine kleine Drehscheibe vor dem Güterschuppen. Für den Güterumschlag wurden zwei Niederlagsplätze angelegt.

Bahnhof Lommatzsch, Normalspurseite (um 1910)

Mit der Eröffnung der des Abschnittes Lommatzsch–Nossen um 1880 bestand für den Lokschuppen keine Notwendigkeit mehr. Er wurde 1883 wieder abgerissen. Die Drehscheibe wurde belassen, weil weiterhin Bedarf für das Drehen der Lokomotiven bestand. Nennenswerte Veränderungen ab dieser Zeit war der Bau von mehreren Güterschuppen anstatt der Niederlagsplätze. Der bestehende Güterschuppen wurde durch einen Anbau erweitert. Außerdem wurde auf dem Gleis davor eine Gleiswaage und ein Lademaß eingebaut. Zwischen dem Gebäude der Bahnmeisterei und dem Güterschuppen wurde eine große Kopf- und Seitenladerampe angelegt. Sicherungstechnisch wurde der Bahnhof mit zwei Wärterstellwerken der Bauform Thomass ausgerüstet.
Als am 1. Dezember 1909 die Schmalspurbahn Wilsdruff–Gärtitz den Bahnhof Lommatzsch erreichte, war dies der Beginn weiterer umfangreicher Umbauten. Die Normalspuranlagen bekamen einen Gleisanschluss zu den hier ansässigen Carlswerken und einen Kleinlokschuppen bei der Bahnhofseinfahrt von Riesa aus mit einer Drehscheibe mit 18 m Durchmesser. Da der Radius des Anschlussgleises zu klein war, konnte der Unterstellschuppen nicht von der Kleinlokomotive verwendet werden, sondern wurde vom SKL des Bahnhofes genutzt. Ansonsten blieben die Gleisanlagen auf der Normalspur im Wesentlichen unverändert.
Die Schmalspurbahn erreichte den Bahnhof bei der Bahnhofseinfahrt aus Nossen. Sie überquerte die spätere Bahnhofsstraße und endete auf der anderen Seite der Straße in einer dreigleisigen Gleisgruppe. Für die Kleinbahn wurde neben der Bahnhofstraße ein Wasserhaus errichtet, das noch existiert. Außerdem besaß die Schmalspurbahn einen Gleisanschluss vor den Güterschuppen sowie zu einer am Einfahrbereich Richtung Nossen befindlichen Überladerampe und Rollbockgrube.

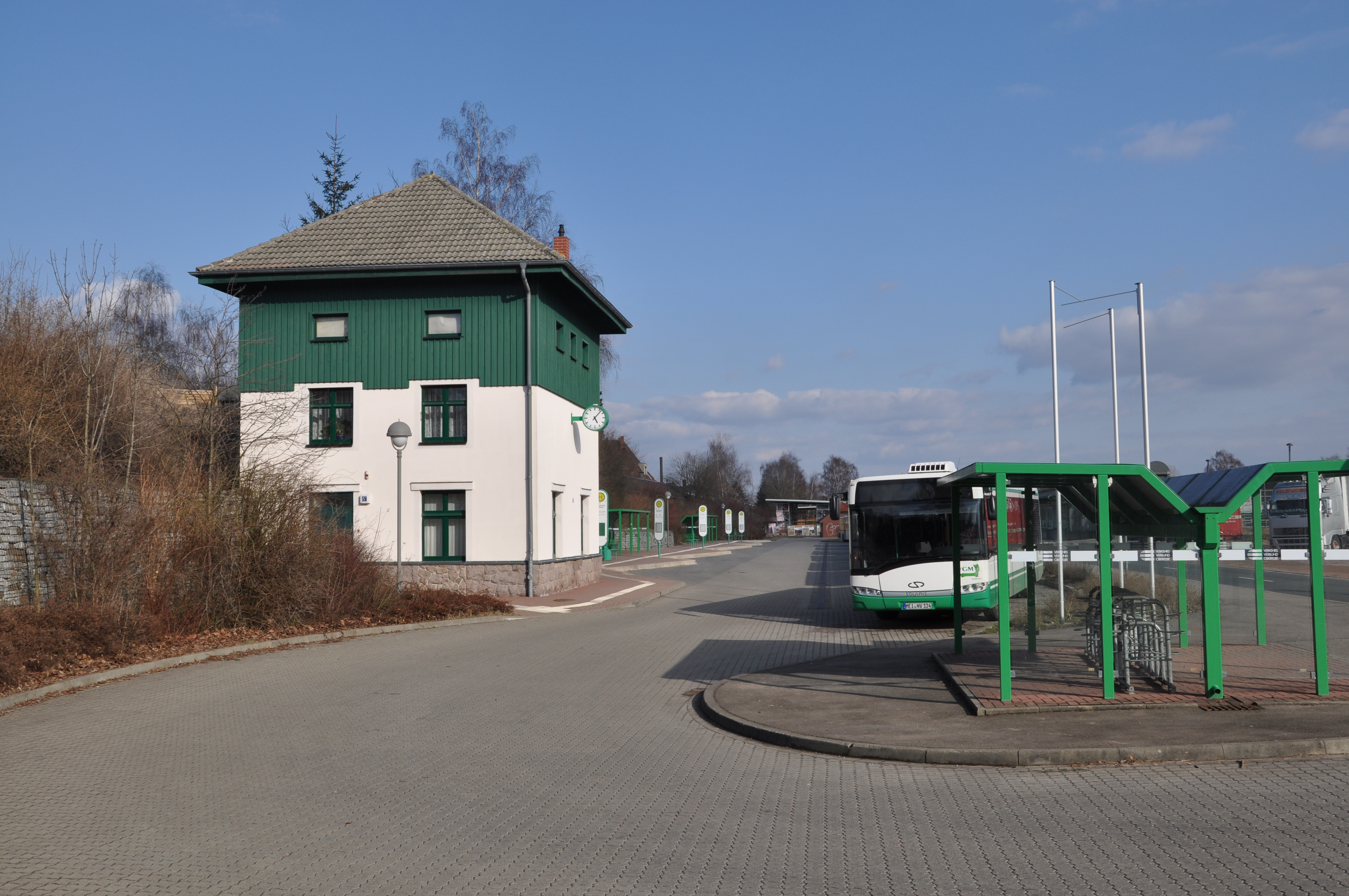
Auf dem Areal der früheren Schmalspurgleise besteht heute ein Busbahnhof, links das frühere Wasserhaus (2013)

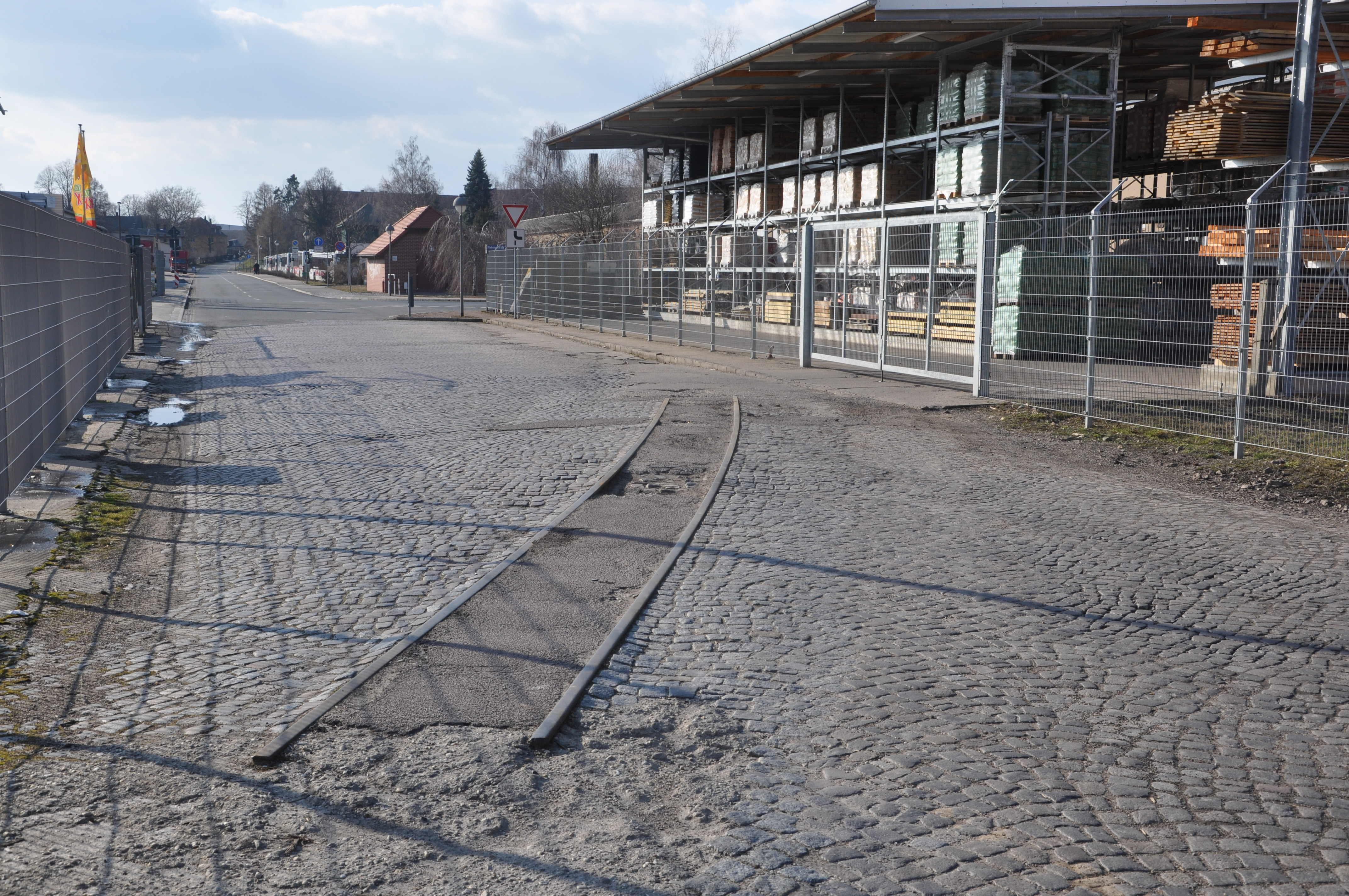
Reste des Streckengleises der Schmalspurbahn an der Bahnhofseinfahrt (2013)

In den 1930er Jahren wurden die Schmalspuranlagen umfangreich erweitert. Die Gleisgruppe vor der Bahnhofsstraße erhielt zwei zusätzliche Abstellgleise, über die Bahnhofsstraße führte ein weiteres Gleis zu dem nochmals vergrößerten Güterschuppen. Neben der Rollbockgrube entstand eine Einfahrt in das vordere Gebäude der kleineren Güterschuppen sowie ein Umladeplatz zwischen den Wagen der verschiedenen Spurweiten und eine Verladerampe von Schmalspurfahrzeugen auf Normalspurfahrzeugen. Im östlichen Teil des Bahnhofes wurde hinter der Bahnhofsstraße der zweiständige Lokschuppen mit Drehscheibe aufgestellt, der ein Nebengleis beaß. Der Normalspurbereich erhielt ein zusätzliches Gleis neben der Ladestraße mit einem stationären Portalkran. Nach dieser Zeit änderte sich das Gleisbild des Bahnhofes kaum noch. Die Drehscheibe im Normalspurbereich, die für das Drehen für Klappdeckelwagen mit klemmenden Öffnungen Verwendung fand, wurde in den 1970er Jahren entfernt.
Stark genutzt wurde der Bahnhof in der Rübenkampagne, wobei von 1911 bis 1968 die Zuckerrübenverladung auf der Schmalspurbahn für die Zuckerfabrik in Döbeln abgewickelt wurde. Danach befand sich die Rübenverladung auf der Ladestraße und neben dem Güterschuppen. Andere Güter, wie die Lieferungen von Buchenstämmen, gehörten zu den gebräuchlichsten Waren. Die letzten Güter, die den Bahnhof Lommatzsch erreichten, waren Kohlelieferungen.
1981 wurden die bisherigen mechanischen Stellwerke durch ein elektromechanisches Stellwerk mit Hl-Lichtsignalen ersetzt.
Am 1. Juni 2014 erwarb die Nossen-Riesaer Eisenbahn-Compagnie das denkmalgeschützte Empfangsgebäude von der Deutschen Bahn. Begründet ist das insbesondere mit der im Erdgeschoss liegenden Fahrdienstleitung, die zur etwaigen Wiederaufnahme des Eisenbahnbetriebes bis Lommatzsch benötigt wird. Darüber hinaus soll darin im Zusammenhang mit der geplanten Einrichtung einer Draisinenbahn von Lommatzsch nach Starbach wieder Gastronomie im Bahnhofgebäude eingerichtet werden.

## Bahnsteige

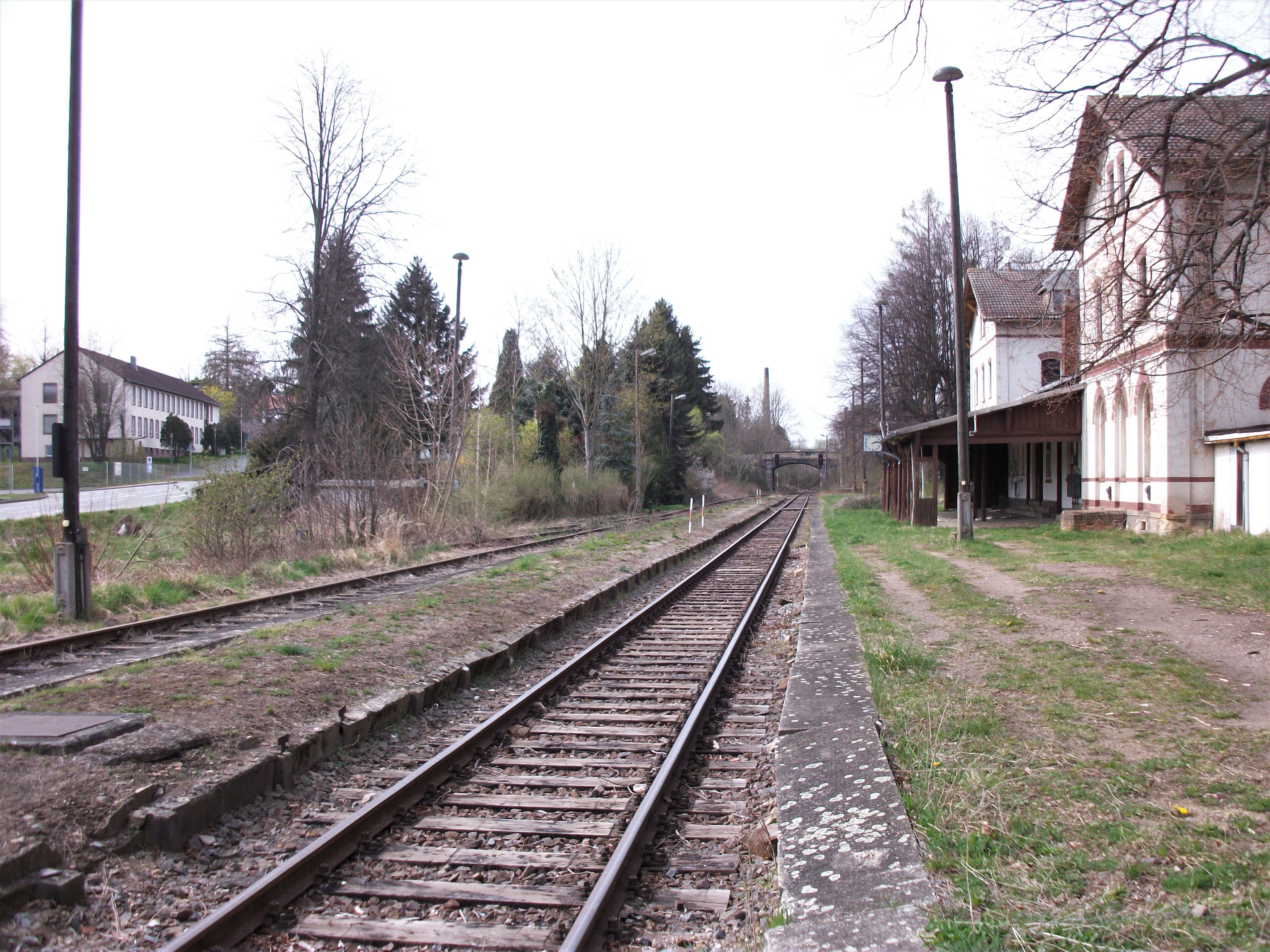
Bahnhof Lommatzsch, Bahnsteig (2022)

Im Normalspurbereich besaß der Bahnhof bis zuletzt zwei Bahnsteiggleise mit zwei Bahnsteigen. Der Schmalspurbereich besaß die üblichen Bahnhofsanlagen im Gleisbereich.

## Verkehr

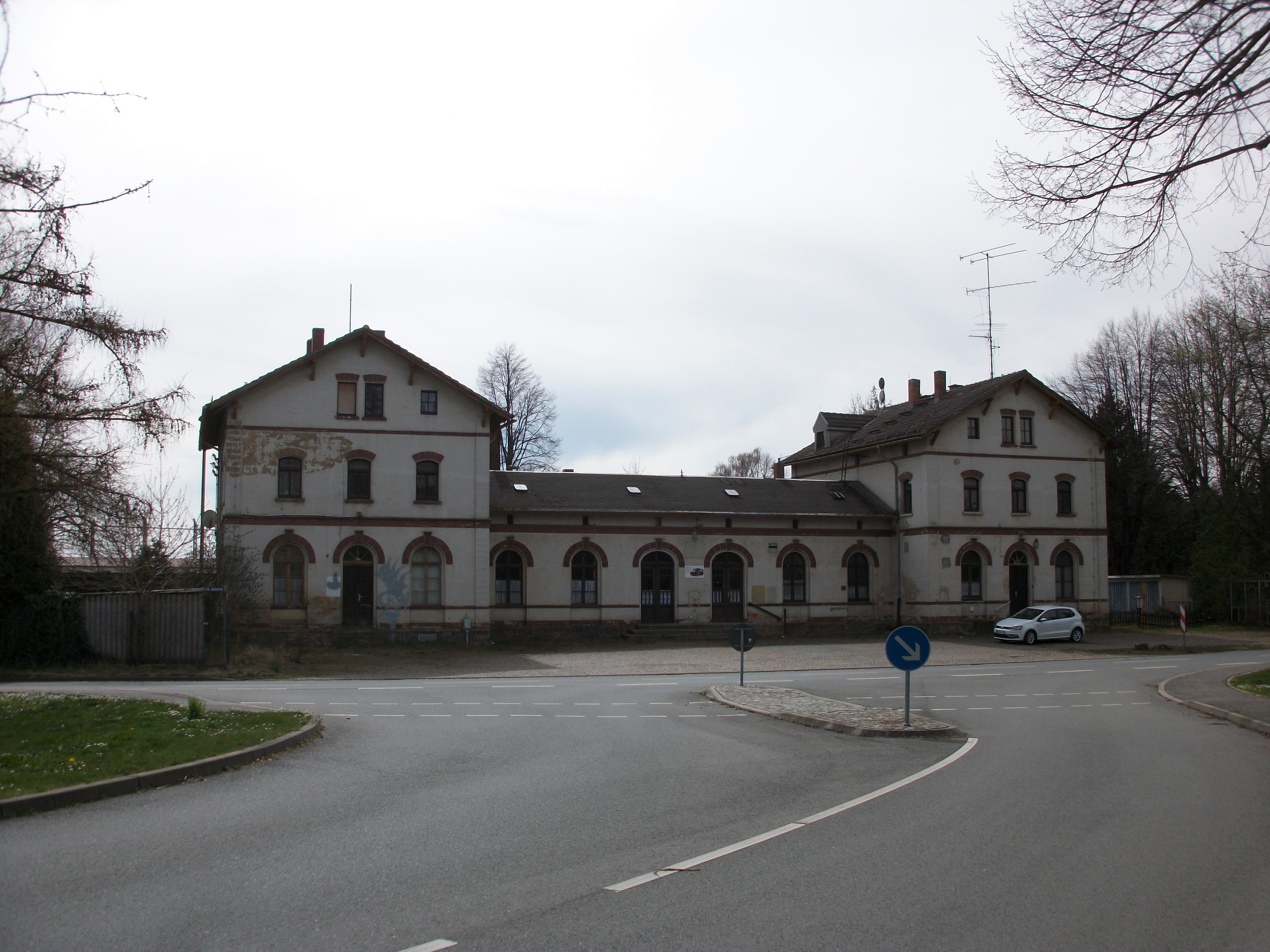
Bahnhof Lommatzsch, Empfangsgebäude (Straßenseite) (2022)

Die Strecken über Lommatzsch konnten in den ersten Jahren ihres Bestehens schon erfolgreiche Entwicklungen vorweisen. Sowohl der Personen- als auch der Güterverkehr nahmen beständig zu. War es zuerst die ländliche Bevölkerung, die die neue Bahn benutzte, entwickelte sich bald der Berufsverkehr zum Industriezentrum Riesa. Es entstand bald eine Möglichkeit des Durchreiseverkehrs nach Preußen oder Böhmen.
1880 verkehrten in Richtung Riesa 292 Personenzüge und 2640 gemischte Züge. Auf dem Abschnitt Richtung Nossen verkehrten ab der Eröffnung 468 gemischte Züge.
Es liegen Angaben über die Verkehrsleistungen 1890 vor; dabei wurden 74.967 Personen und 26.042 t Güter befördert. Das betraf im sächsischen Durchschnitt einen guten Mittelfeldplatz.
1899 bestand eine durchgehende Zugverbindung von Riesa nach Moldau. Dabei verkehrten fünf Zugpaare auf der Strecke. In den Kriegsjahren des Ersten Weltkriegs verkehrten täglich fünf Personenzugpaare auf der Bahnstrecke Riesa–Nossen. Im Winterfahrplan 1918/1919 lag die Beförderungsleistung bei vier Zugpaaren.
Auf der Schmalspurbahn verkehrten zwischen Garsebach und Lommatzsch 1914 fünf Personenzugpaare, zwischen Döbeln und Lommatzsch zur gleichen Zeit drei Zugpaare.
1925 verkehrten zwischen Garsebach und Lommatzsch vier Personenzugpaare, zwischen Döbeln und Lommatzsch zur gleichen Zeit drei Zugpaare. 1939 waren es zwischen Garsebach und Lommatzsch wieder vier Personenzugpaare, zwischen Döbeln und Lommatzsch zur gleichen Zeit drei Zugpaare.
Nach dem Zweiten Weltkrieg änderte sich das Verkehrsverhältnis nicht wesentlich; das Kursbuch 1950/1951 stellte für die Verbindung zwischen Garsebach und Lommatzsch vier Personenzugpaare, zwischen Döbeln und Lommatzsch zur gleichen Zeit drei Zugpaare.
Dieses Verkehrsverhalten blieb 1963 gleich. Lediglich zwischen Döbeln und Lommatzsch wurden nur noch zwei Züge eingesetzt. Im Fahrplan 1972/1973 betrug der Verkehr zwischen Lommatzsch und Löthain noch drei Zugpaare. Der Verkehr nach Döbeln war bereits eingestellt.

## Lokschuppen

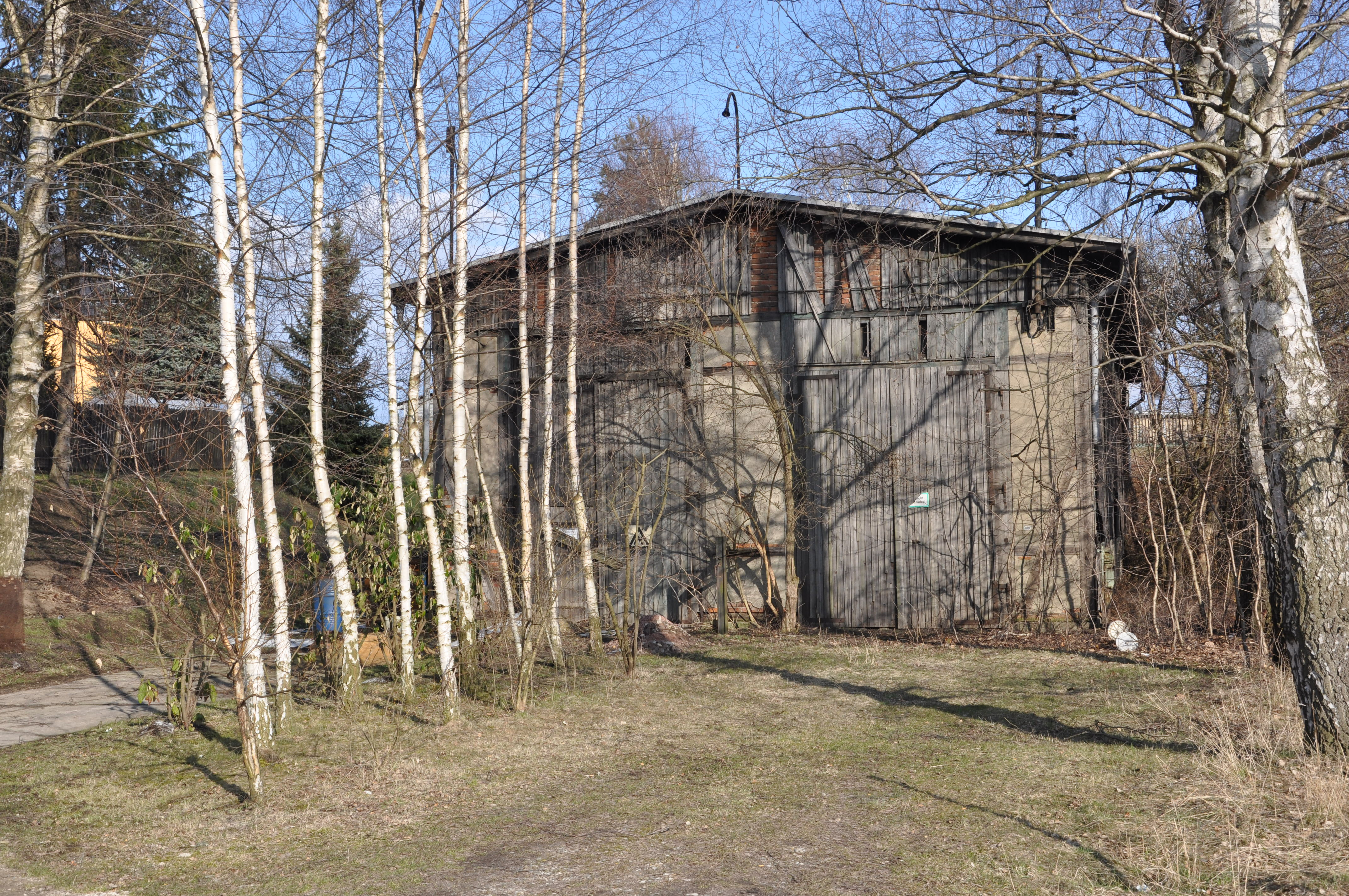
Heizhaus der Schmalspurbahn (2013)

Lokomotiven waren in Lommatzsch nur auf der Schmalspurbahn beheimatet. Lediglich zur Eröffnung der Strecke Riesa–Lommatzsch entstand 1877 ein kleiner Lokschuppen im Normalspurbereich, der 1883 wieder abgerissen wurde. Später gab es auf der Normalspurseite nur noch einen Kleinlokschuppen.
Der Lokomotivschuppen auf der Schmalspurseite war zweiständig. Er gehörte als Lokomotiveinsatzstelle zum Bahnbetriebswerk Mügeln. Beheimatet waren hier stets Lokomotiven der sächsischen Gattung IV K. Nach der Stilllegung der Strecke nach Döbeln und des Abschnittes von Löthain nach Garsebach diente er zur Restbedienung der Strecke von Löthain nach Lommatzsch ohne Anbindung an das Restnetz. Der Lokschuppen steht seit 2000 unter Denkmalschutz und ist noch vorhanden.